# Judith Herzberg
Judith Frieda Lina Herzberg, née à Amsterdam le 4 novembre 1934, est une poétesse, dramaturge, scénariste et essayiste néerlandaise.

## Biographie
En janvier 1944, son père, l'écrivain, historien et avocat Abel Herzberg (1893-1989) et sa mère, Thea Herzberg-Loeb (1889-1991), sont internés  à Westerbork (camp de regroupement et de transit), dans le nord-est des Pays-Bas, puis déportés au camp de concentration de Bergen-Belsen, en Allemagne. Ils seront libérés en 1945 par l'armée américaine. La petite Judith, alors âgée de dix ans, vit cachée à la campagne dans différentes familles d'accueil sous de fausses identités, comme son frère Abraham Michael (né en 1924) et sa sœur Esther Elisabeth (née en 1926), qui plus tard émigreront en Israël.   
Ancienne élève du Lycée Montessori d'Amsterdam, Judith Herzberg n'a pas fait d'études universitaires. Elle a un fils et une fille qui vivent aux Pays-Bas.

## Œuvre
Judith Herzberg publie ses premiers poèmes en 1961 dans l'hebdomadaire Vrij Nederland et son premier recueil, Zeepost, deux ans plus tard. Elle est également l'auteur, depuis 1972, d'une quinzaine de pièces pour le théâtre et de scénarios pour le cinéma. 

### Poésie

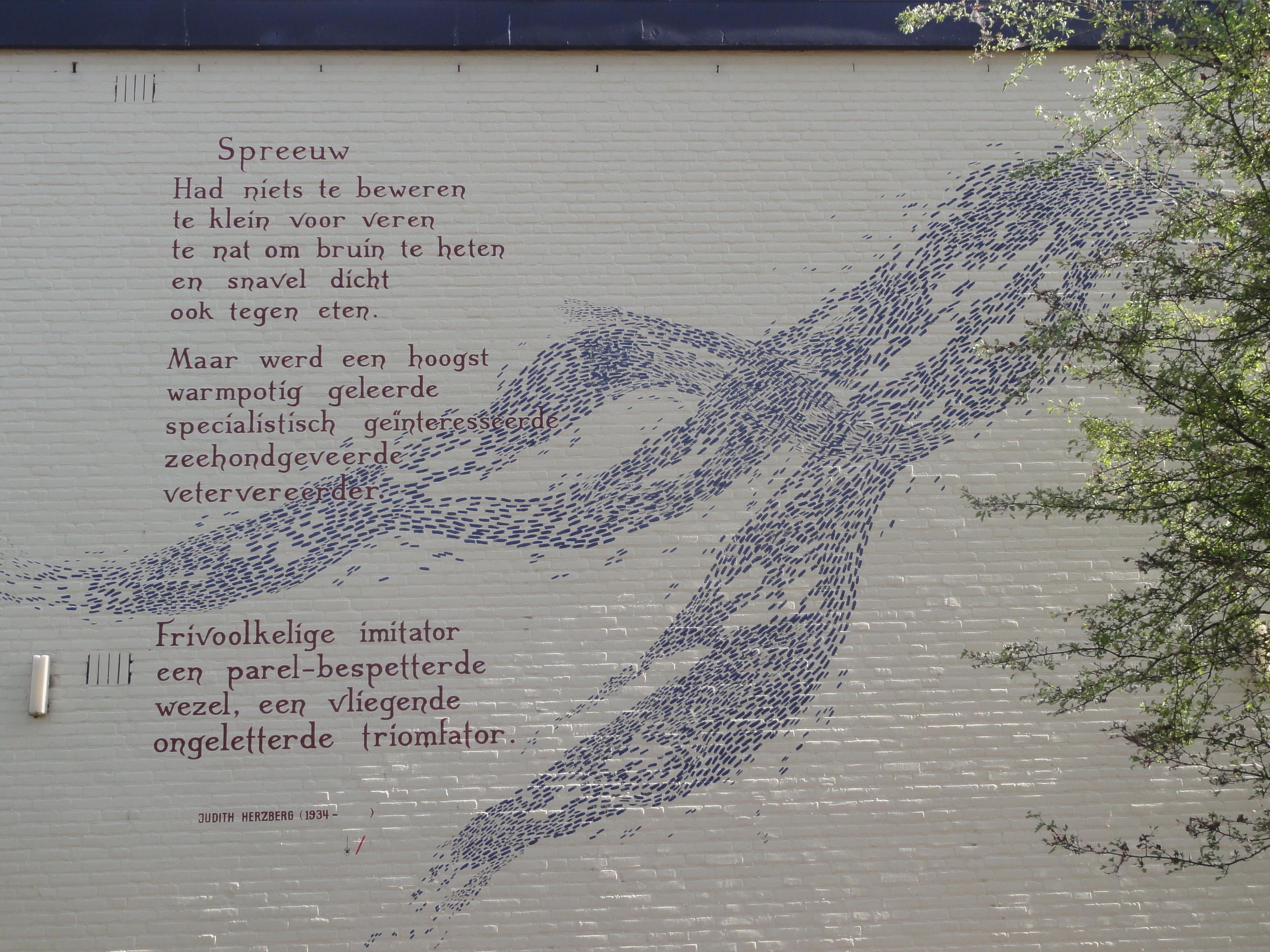
Poème de Herzberg
sur un mur d'immeuble à Leyde, Pays-Bas

- 1963 - Zeepost, Van Oorschot, Amsterdam
- 1968 - Beemdgras, Van Oorschot, Amsterdam
- 1970 - Vliegen, De Harmonie, Amsterdam
- 1971 - Strijklicht, Van Oorschot, Amsterdam
- 1971 - 27 liefdesliedjes, De Harmonie, Amsterdam
- 1975 - Ethooi (anthologie), Meijer, Amsterdam
- 1980 - Botshol, Van Oorschot, Amsterdam
- 1983 - De val van Icarus, Sub Signo Libelli, Amsterdam
- 1984 - Dagrest, Van Oorschot, Amsterdam
- 1984 - Twintig gedichten, Atalanta Pers, Baarn
- 1987 - Zoals, De Harmonie, Amsterdam
- 1992 - Zoals, De Harmonie, Amsterdam (ce recueil inclut les 12 poèmes de Zoals, paru en 1987)
- 1994 - Doen en laten. Een keuze uit de gedichten (anthologie), Maarten Muntinga, Amsterdam
- 1996 - Wat zij wilde schilderen, De Harmonie, Amsterdam
- 1997 - Het vertelde (CD) poèmes lus par Judith Herzberg, extraits de Zoals et Wat zij wilde schilderen
- 1998 - Landschap, Uitgeverij Herik, Landgraaf
- 1999 - Bijvangst, De Harmonie, Amsterdam
- 2004 - Soms vaak, De Harmonie, Amsterdam
- 2007 - Zijtak (recueil de poèmes + CD de poèmes lus par l'auteur)
- 2008 - Het vrolijkt, De Harmonie, Amsterdam
- 2011 - Klaagliedjes, De Harmonie, Amsterdam

Un nouveau recueil de poèmes, intitulé Liever brieven, est paru en 2013 aux éditions De Harmonie.

### Théâtre
- 1974 - Dat het 's ochtends ochtend wordt. De deur stond open. Twee toneelstukken
- 1982 - Leedvermaak
- 1985 - En/of
- 1986 - Merg
- 1986 - De kleine zeemeermin (La petite sirène, adaptation du conte d'Andersen)
- 1991 - Een goed hoofd
- 1988 - De Caracal. Een monoloog
- 1989 - Kras
- 1991 - Teksten voor toneel en film. 1972-1988
- 1995 - Rijgdraad
- 1997 - De Nietsfabriek
- 1998 - Een golem
- 2000 - Lieve Arthur
- 2004 - Thuisreis

Deux volumes, publiés aux éditions de Harmonie à Amsterdam, reprennent la totalité des pièces écrites de 1974 à 2005:
- Leedvermaak/Rijgdraad/Simon - Drie toneelstukken van Judith Herzberg, 2002
- Negentien toneelstukken, 2005

### Cinéma
Judith Herzberg a enseigné dans des écoles de cinéma aux Pays-Bas et en Israël. Elle a écrit plusieurs scénarios pour le cinéma et la télévision, et deux de ses pièces ont été adaptées à l'écran par le metteur en scène néerlandais Frans Weisz: Leedvermaak (Les mariages de Léa) en 1989 et Rijgdraad (sous le titre Qui vive) en 2001. Frans Weisz avait déjà tourné en 1980 un premier film sur un scénario écrit par Judith Herzberg: Charlotte, sur la vie de la peintre allemande Charlotte Salomon (1917-1943), déportée et assassinée à Auschwitz. 
- 2009 Happy End
- 1981 Charlotte. Dagboek bij een film (journal tenu pendant le tournage du film sur la vie de Charlotte Salomon)
- 1979 Mevrouw Katrien, scénario pour le cinéma (film de Bram van Erkel)
- 1977 Twee vrouwen, scénario pour l'adaptation à l'écran du roman Deux femmes, de Harry Mulisch
- 1975  Rooie Sien

### Essais
- 1977 - Het maken van gedichten en het praten daarover BZZTôH, Amsterdam 1977
- 1988 - Tussen Amsterdam en Tel Aviv (récit de voyage), Van Gennep, Amsterdam
- 1996 - Brief aan wie niet hier is. Tussen Jeruzalem en Amsterdam (recueil d'articles et de lettres parues dans Vrij Nederland entre 1988 et 1996), Van Gennep, Amsterdam

### Traductions
Judith Herzberg a traduit et adapté plusieurs textes pour le théâtre.
- du français:
  - Het Zuiden, titre original: Sud, de Julien Green, Het Zuidelijke Toneel/IT&FB, Amsterdam/Eindhoven, 1990
  - De Dame met de camelia's, titre original: La Dame aux camélias, d'Alexandre Dumas fils, Het Zuidelijke Toneel/IT&FB, Amsterdam/Eindhoven, 2005
- du grec, d'après une prétraduction littérale en néerlandais: De vrouwen van Troje, titre original Τρῳάδες (Les Troyennes), d'Euripide, in Teksten voor toneel en film
- du norvégien: trois pièces d'Henrik Ibsen:
  - Spoken, titre original: Gengangere (Les Revenants),
  - De vrouw van de zee, titre original: Fruen fra havet ([La Dame de la mer)
  - Hedda Gabler
- du suédois: Met vuur spelen, titre original: Leka med elden (Jouer avec le feu), une pièce peu connue d'August Strindberg, in Teksten voor toneel en film

Elle a également participé, avec d'autres poètes et traducteurs, à la traduction d'afrikaans en néerlandais de poèmes de Charl-Pierre Naudé.

### Livres pour enfants
- Laila (2001)

## Prix et distinctions
- 1981 - Prix Jan-Campert pour Botshol
- 1984 - Prix Joost van den Vondel
- 1988 - Prix Charlotte Köhler pour Leedvermaak
- 1988 - Prix Cestoda
- 1989 - Prix de dramaturgie néerlando-flamand pour Kras
- 1994 - Prix Constantijn Huygens pour l'ensemble de son œuvre
- 1997 - Prix P.C. Hooft pour l'ensemble de son œuvre
- 2018 - Prix des lettres néerlandaises

Des poèmes de Judith Herzberg, comme Broertje et Liedje, ont été mis en musique et interprétés par Herman van Veen.

## Traductions

### Œuvres de Judith Herzberg traduites en français
- Les mariages de Léa (théâtre), titre original: Leedvermaak, traduit du néerlandais par Philippe Noble, in Six pièces contemporaines flamandes et néerlandaises, Éditions Lansman, Carnières-Morlanwelz (Belgique) 1996

Des poèmes de Judith Herzberg ont été traduits en français dans des anthologies de la poésie néerlandaise:
- La vraie vie et autres poèmes, in Pierre Gallissaires et Jan H. Mysjkin Poètes des Pays-Bas: la poésie néerlandaise depuis 1950, Revue Europe no 909-910, Paris 2005
- Bernard Lorraine, Une Europe des poètes, divers traducteurs, Hachette Jeunesse, Paris 1991
- Sadi de Gorter, Poètes néerlandais d'aujourd'hui, divers traducteurs, Maison de la Poésie, Paris 1985
- Père et fils sous la violente averse, poèmes traduits par Frédéric Jacques Temple in Poésie numéro 8/1985, pp. 70-71
- Eugène Van Itterbeek, Nous ne te verrons pas, illuminante paix - Poèmes néerlandais du XXe siècle, divers traducteurs, Orion, Bruges 1976
- Un bouquet de 50 poèmes néerlandais, divers traducteurs, Orion, Bruges 1975

### Autres langues

#### Afrikaans
- Grys, trapsgewys, titre original Grijstrap, traduit du néerlandais par Zandra Bezuidenhout, Versindaba, 20 février 2013, http://versindaba.co.za/2013/02/20/judith-herzberg-vertaling-in-afrikaans

#### Allemand
- Zwischen Eiszeiten poèmes choisis et traduits du néerlandais par Maria Csóllany et Gregor Laschen, Straelener Manuskripte, Straelen 1984

#### Anglais
- But what, Selected poems (anthologie), poèmes choisis et traduits du néerlandais par Shirley Kaufman et l'auteur, Oberlin College Press (Ohio, États-Unis) 1988
- The Wedding Party (théâtre), titre original Leedvermaak, traduit du néerlandais par Rina Bergano, 1997
- The Caracal (théâtre), titre original De Caracal, traduit du néerlandais par Rina Bergano, 1997
- Scratch (théâtre), titre original Kras, traduit du néerlandais par John Rudge, 1995

#### Finnois
- Karakal (théâtre), traduit de l'allemand (!) par Jukka-Pekka Pajunen, Näytelmäkulma, Helsinki 1993

#### Polonais
- Zgrzyt (théâtre), traduit du néerlandais par Joanna Oziębła, Dialog 4/2001, Varsovie 2001

#### Portugais
- O que resta do dia, poèmes choisis et traduits du néerlandais par Ana Maria Carvalho, Cavalo de Ferro, Lisbonne 2008 (anthologie bilingue néerlandais-portugais)

- Viajar talvez (théâtre), titre original: Thuisreis, traduit du néerlandais par J.A. Costas Ideias, Artistas Unidos Revista no 20, Lisbonne 2007
- A fábrica de nada (théâtre), titre original: De Nietsfabriek, traduit du néerlandais par David Bracke et Miguel Castro, Artistas Unidos/Livros Cotovia, Lisbonne 2005
- Os casamentos de Lea (théâtre), titre original: Leedvermaak, traduit du néerlandais par Lut Caenen et Lieve van Loocke, Artistas Unidos Revista no 3, Lisbonne 2000
- O caracal (théâtre), titre original: De Caracal, traduit du néerlandais par Lut Caenen et Filipe Ferrer, Artistas Unidos Revista no 3, Lisbonne 2000

Des entretiens avec Judith Herzberg et des articles sur son œuvre sont également parus dans les no 10 et 16 de la revue Artistas Unidos.

#### Suédois
- Dagsrester, poèmes choisis et traduits du néerlandais par Lasse Söderberg, Ellerströms, Lund 1995

## Sources
- Naomi Kaplansky, Judith Herzberg, in Jewish Women Archives, http://jwa.org/encyclopedia/article/herzberg-judith
- Cornelia Christina le Roux, "Met de realiteit op een persoonlijke voet" - poëtika, tematiek en tegniek in die poësie van Judith Herzberg, mémoire de maîtrise, Université du Cap-Occidental, Le Cap, 2005 (en afrikaans) http://etd.uwc.ac.za/usrfiles/modules/etd/docs/etd_init_7958_1180442135.pdf